# Laura Lepetit
Laura Lepetit, nata Laura Maltini, (Roma, 3 agosto 1932 – Poggio Murella, 6 agosto 2021) è stata un'editrice italiana.

## Biografia
Nasce a Roma, il padre Cesare è un ingegnere, la madre Elena Sardagna casalinga, rispettivamente originari di Trento e Ferrara.
Nel 1944, a dodici anni, si trasferisce con la famiglia a Milano, e, dopo la maturità conseguita al Liceo delle Suore Marcelline, si laurea in Lettere moderne all'Università Cattolica del Sacro Cuore di Milano. A ventiquattro anni si sposa con l'industriale Guido Lepetit e inizia a lavorare come supplente.

### Libreria Milano Libri, Rivista Linus e il femminismo
Negli anni Sessanta, con l'amica Anna Maria Gregorietti, è un'assidua frequentatrice della Libreria Milano Libri (poi ridenominata Nuova Milano Libri), con la quale poi e con Vanna Vettori, nel 1962 rilevano la libreria milanese.
Insieme a Giovanni Gandini e sua moglie Anna Maria, nel 1965 crea una rivista a fumetti con le strisce dei Peanuts denominata “Linus”.
Negli anni seguenti pur viaggiando molto, si divide fra la gestione della libreria, la collaborazione alla rivista “Linus” e la propria vita famigliare (madre di due figli).
Negli anni seguenti si interessa al nascente femminismo italiano, partecipando alle riunioni del Gruppo di Rivolta Femminile, guidato da Carla Lonzi, inserendosi così nel movimento delle donne, del quale diventa militante.

### Nascita de La Tartaruga e de La Libreria delle donne
Nel 1975, decide di fondare una casa editrice dopo che scoprì, con suo grande stupore, che il libro, “Le tre ghinee” di Virginia Woolf non era mai stato tradotto in italiano. Nacque così La Tartaruga.  Pubblica così solo libri scritti da donne: attraverso questo lavoro costruisce e conserva un patrimonio di genere, attraverso quel mosaico di romanzi, scritti autobiografici e saggi editi da La Tartaruga. Nel 1975 nasce anche la Libreria delle donne di Milano, alla quale lei e La Tartaruga sono molto legate. Entra poi a far parte anche del Circolo Culturale delle Donne Cicip & Ciciap.

### Prestigiose firme della produzione editoriale de La Tartaruga
In quasi quarant'anni nella gestione de La Tartaruga, pubblica oltre 400 libri incontrando più di 181 autrici, tra cui: Margaret Atwood, Ivy Compton-Burnett, Nadine Gordimer e Barbara Pym, fino a giungere a Virginia Woolf. Grandi nomi della letteratura mondiale a cui si uniscono testi di affermate autrici italiane dell'epoca, quali Anna Banti, Paola Masino e Gianna Manzini, ed anche la scoperta di nuovi talenti di scrittrici esordienti, come Francesca Duranti, Silvana Grasso, Silvana La Spina e Marc de' Pasquali.
Collane di letteratura nera, di fantascienza e di saggistica (è stata la prima a pubblicare i testi della comunità filosofica Diotima di Luisa Muraro) completano negli anni il suo lavoro con La Tartaruga, grazie anche al sostegno di amiche e socie come Anna Maria Gregorietti, Martina Vergani e la stilista Mariuccia Mandelli.
La piccola e prestigiosa casa editrice milanese La Tartaruga è il marchio più importante dell'editoria femminile e femminista italiana, con un'enorme importanza nella diffusione del pensiero e della letteratura femminile. Nel suo catalogo figurano autrici come Elizabeth Bowen, Patricia Highsmith, Doris Lessing, Clarice Lispector, Grazia Livi, Patrizia Zappa Mulas, Anna Maria Ortese, Fernanda Pivano, Lidia Ravera, Gertrude Stein ed Edith Wharton.

### Acquisizione di Baldini Castoldi Dalai Editore de La Tartaruga
Nel 1998 Laura Lepetit, per motivazioni dettate dal mercato editoriale, vende sia il marchio che il catalogo de La Tartaruga edizioni alla Baldini Castoldi Dalai Editore che li acquisisce entrambi. La Tartaruga sarà poi acquistata da La Nave di Teseo. 

## Riconoscimenti
Con due figli, quattro nipoti ed alcuni gatti domestici, una passione per il femminismo e per l'editoria, nel 1987 Laura Lepetit è insignita del titolo di Cavaliere del Lavoro «per meriti morali e professionali»; seguiranno, nel 1989, il Premio Nazionale “Creare è donna” e, nel 1995, in occasione del ventennale della sua Casa Editrice, il Premio Editore Donna.
Nel 2002 riceve la Targa Speciale della Giuria del Premio Alghero Donna.